# 벨라루스의 대외 관계
이 본문은 벨라루스의 대외 관계에 대한 설명이다.

## 각국과의 대외 관계
| 국기           | 수교 | 관계 |
| -------------- | ---- | --- |
| 대한민국       | 1992 | 벨라루스는 대한민국, 조선민주주의인민공화국 동시수교국이다. 독립 이후 1992년 2월 10일 대한민국과 수교하였다. |
| 러시아         | 1992 | 벨라루스와 러시아는 소련의 붕괴 이후부터 긴밀한 무역 파트너이자 외교적 동맹국으로서 관계를 유지해 오고 있다. 러시아와는 독립 직후에 1992년에 수교를 맺었다. 특히 벨라루스의 알략산드르 루카셴카 대통령이 친러파 성향을 보이고, 러시아와의 관계는 돈독하다. 그리고 러시아, 아르메니아, 카자흐스탄과 함께 유라시아 연합의 창설에 합의를 했다.          |
| 일본           | 1992 | 일본은 1992년에 벨라루스와 공식적인 외교 관계를 수립하였으며, 일본은 민스크에 주벨라루스 일본 대사관을, 벨라루스는 도쿄에 주일 벨라루스 대사관이 있다. |
| 중화인민공화국 | 1992 | 중화인민공화국은 벨라루스와 1992년에 외교 관계를 수립하였으며, 벨라루스는 중화인민공화국을 중국 대륙의 유일한 합법 정부로 인정 한다. 또한 양국은 대사관을 가지고 있으며, 중화인민공화국은 민스크에, 벨라루스는 베이징에 두고 있다. 일방적으로 벨라루스는 러시아와 친한 국가이지만, 중화인민공화국과도 돈독한 관계를 유지한다.                        |
| 우크라이나     | 1992 | 우크라이나와는 1992년에 외교 관계를 맺었다. 과거 우크라이나는 체르노빌 원자력 발전소 사고로 인한 피해를 입은 적이 있었다. 이후, 우크라이나에서도 친러 성향의 빅토르 야누코비치가 대통령으로 당선되어, 당시 벨라루스와 긴밀한 관계를 맺고 있었으나, 우크라이나에서 일어난 반정부 시위가 벨라루스와의 관계가 어떻게 되어갈지는 아직 불투명인 상태이다. |
| 스웨덴         |      | 스웨덴과는 최근 스웨덴인이 벨라루스에 언론자유를 허용하라는 문구를 적은 곰인형을 하늘에 뿌린 사건으로 인해 외교갈등을 빚고 있으며, 스웨덴에 있는 대사관을 폐쇄했다. |

### 그 밖의 대외 관계
벨라루스는 1993년 3월 12일에 유럽 평의회 회원국 가입을 신청했지만 인권 문제 등으로 인해 현재까지 가입하지 못하고 있다. 또한 벨라루스는 세계무역기구에 가입을 신청하였지만, 미국과 유럽연합 회원국들이 반대하여 가입하지 못하였다. 양자관계에 있어서는 벨라루스와 리비아는 1992년에 외교 관계를 맺었다. 벨라루스는 트리폴리에, 리비아는 민스크에 각각 대사관을 두고 있다. 1991년 8월 25일 벨라루스가 독립하자, 터키는 1991년 12월 16일 세계 최초로 벨라루스를 승인하였다. 이어서 양국은 1992년 5월 25일 외교 관계를 수립하였다. 벨라루스는 앙카라에, 터키는 민스크에 각각 대사관을 두고 있다.

## 같이 보기
- 벨라루스의 재외공관 목록